# Riviera Country Club
Der Riviera Country Club ist ein privater Golfclub mit eigenem Golfplatz im Stadtteil Pacific Palisades in der US-amerikanischen Stadt Los Angeles.

## Geschichte
Mit der Gründung des Clubs 1926 wurde der Golfplatz von den Architekten George C. Thomas junior und William P. Bell geplant. Mit 243.827 US-Dollar war es zu dieser Zeit einer der teuersten Golfplätze in der Geschichte.
Der Platz wurde einige Male umgestaltet. 1992 folgte durch Ben Crenshaw und Bill Coore eine Rückgestaltung zum gleichen Kurs wie bei der Errichtung des Platzes.
Während der Olympischen Sommerspiele 1932 wurden auf dem Areal des Clubs das Dressur- und Vielseitigkeitsreiten sowie der Geländeritt im Modernen Fünfkampf ausgetragen. Hierfür wurde eine Tribüne mit 3000 Sitzplätzen sowie eine weitere temporäre Tribüne mit 6500 Sitzplätzen errichtet.
Neben einigen anderen Filmen wurde 1952 der Film Pat und Mike mit Katharine Hepburn und Spencer Tracy auf dem Gelände des Riviera Country Club gedreht.
Riviera hatte viele berühmte Mitglieder, darunter Humphrey Bogart, Glen Campbell, Vic Damone, Peter Falk, Jack Ging, Dean Martin, Gregory Peck, Walt Disney, Hal Roach, Douglas Fairbanks und Mary Pickford. Der Schauspieler Conrad Veidt starb 1943 beim Golfspielen auf dem Platz an einem Herzinfarkt.
Willie Hunter, britischer Amateurmeister von 1921 und sechsmaliger Gewinner der PGA Tour, fungierte von 1936 bis 1964 als Präsident. 1939 half er den Platz vor Überschwemmungen zu bewahren und rettete den Club während des Zweiten Weltkriegs vor dem Bankrott. Sein Sohn Mac Hunter war von 1964 bis 1973 Vorsitzender.

## PGA-Tour
Der Riviera Country Club war 1929 und 1930 sowie von 1945 bis 1953 Gastgeber der Los Angeles Open. 1973 kehrte das Turnier zurück, wo es seither mit Ausnahme von 1983 und 1998 bis 2020 insgesamt 75 Mal ausgetragen wurde.
Besonders Ben Hogan lag der Kurs des Platzes sehr. Er gewann auf dem Gelände des Riviera Country Club zweimal die Los Angeles Open (1947, 1948), wurde einmal Zweiter (1946) und siegte 1948 bei den US Open. Weitere Majorsieger waren Hal Sutton, der die PGA Championship im August 1983 gewann, sowie Steve Elkington dem Gleiches im Jahr 1995 gelang. 

## Major-Turniere
| Jahr | Turnier          | Sieger          | Preisgeld ($) |
| ---- | ---------------- | --------------- | ------------- |
| 1948 | U.S. Open        | Ben Hogan       | 2000          |
| 1983 | PGA Championship | Hal Sutton      | 100.000       |
| 1995 | PGA Championship | Steve Elkington | 360.000       |
| 1998 | US Senior Open   | Hale Irwin      | 267.500       |

## Golfplatz
Der Platz des Riviera Country Clubs ist 6413 m lang, für die Turniere der PGA Tour beträgt die Länge 6695 m von den hinteren Abschlägen, 5972 von den mittleren Abschlägen und 5401 m von den vorderen Abschlägen. Das Course Rating und Slope betragen 74,6/135 und 72,2/130 für die hinteren respektive mittleren Abschläge. Bei den Damen liegen die Werte bei 74,3/142 für die vorderen Abschläge.
Der Platzrekord für Wettkampfspiele liegt bei 61, zehn unter Par. Gespielt wurde dieser von Ted Tryba 1999 in der dritten Runde der Nissan Open.
| Kurs    | Rating und Slope | 1   | 2   | 3   | 4   | 5   | 6   | 7   | 8   | 9   | Out  | 10  | 11  | 12  | 13  | 14  | 15  | 16  | 17  | 18  | In   | Total |
| ------- | ---------------- | --- | --- | --- | --- | --- | --- | --- | --- | --- | ---- | --- | --- | --- | --- | --- | --- | --- | --- | --- | ---- | ----- |
| 2017    | Genesis Open     | 503 | 471 | 434 | 236 | 434 | 199 | 408 | 433 | 458 | 3576 | 315 | 583 | 479 | 459 | 192 | 487 | 166 | 590 | 475 | 3746 | 7322  |
| Schwarz | 75,6 / 137       | 503 | 463 | 434 | 236 | 434 | 199 | 408 | 433 | 458 | 3568 | 315 | 564 | 479 | 459 | 176 | 487 | 166 | 590 | 475 | 3711 | 7279  |
| Blau    | 74,6 / 135       | 503 | 463 | 434 | 236 | 419 | 175 | 408 | 416 | 420 | 3474 | 315 | 564 | 410 | 438 | 176 | 443 | 166 | 576 | 451 | 3539 | 7013  |
| Weiß    | 72,2 / 130       | 497 | 445 | 405 | 223 | 408 | 144 | 370 | 375 | 406 | 3273 | 301 | 513 | 367 | 406 | 159 | 430 | 148 | 512 | 422 | 3258 | 6531  |
| Par     |                  | 5   | 4   | 4   | 3   | 4   | 3   | 4   | 4   | 4   | 35   | 4   | 5   | 4   | 4   | 3   | 4   | 3   | 5   | 4   | 36   | 71    |
| SI      |                  | 17  | 1   | 5   | 7   | 11  | 15  | 9   | 13  | 3   |      | 16  | 10  | 8   | 6   | 18  | 2   | 14  | 12  | 4   |      |       |
| Frauen  | 74,3 / 142       | 450 | 393 | 371 | 186 | 386 | 130 | 318 | 350 | 386 | 2970 | 275 | 484 | 317 | 354 | 142 | 411 | 125 | 498 | 331 | 2937 | 5907  |
| Par     |                  | 5   | 5   | 4   | 3   | 4   | 3   | 4   | 4   | 5   | 37   | 4   | 5   | 4   | 4   | 3   | 5   | 3   | 5   | 4   | 37   | 74    |
| SI      |                  | 5   | 15  | 1   | 7   | 3   | 17  | 9   | 13  | 11  |      | 12  | 2   | 6   | 4   | 18  | 14  | 16  | 8   | 10  |      |       |